# Alexander Alvarado
Alexander Alvarado, né le 21 avril 1999 à Quevedo, est un footballeur international équatorien qui joue au poste d'ailier gauche à la LDU Quito.

## Biographie

### En club
Le 29 janvier 2018, Alexander Alvarado rejoint le SD Aucas.
Le 13 octobre 2020, Alexander Alvarado est prêté jusqu'à la fin de la saison 2020 à Orlando City, avec une option d'achat. Il joue deux rencontres avant que le 2 décembre 2020 le club annonce que l'option d'achat pour le joueur est levée. En 2021, il ne joue que dix rencontres donc seulement deux comme titulaire.
En manque de temps de jeu en Floride, il est prêté à la LDU Quito dans son pays natal le 19 janvier 2022. 
Le 29 avril 2022, Alvarado se fait remarquer en réalisant un doublé face au Defensa y Justicia, lors d'une rencontre de Copa Sudamericana. Il permet ainsi à son équipe de s'imposer (1-2 score final).
Il réalise une saison de qualité et l'option d'achat incluse dans le prêt est levée le 29 novembre 2022, le transférant définitivement à Quito.

### En sélection
Avec les moins de 20 ans, il participe au championnat sud-américain des moins de 20 ans en début d'année 2019. Lors de cette compétition, il joue tous les matchs en tant que titulaire. Il s'illustre en inscrivant trois buts, contre le Paraguay, l'Argentine et le Pérou. Il délivre également une passe décisive contre le Paraguay. L'Équateur remporte le tournoi en enregistrant un total de six victoires. Il dispute ensuite quelques mois plus tard la Coupe du monde des moins de 20 ans organisée en Pologne. Lors du mondial junior, il joue sept matchs, tous en tant que titulaire. Il s'illustre à nouveau en délivrant une passe décisive lors du premier match contre le Japon, puis en inscrivant un but en huitièmes contre l'Uruguay. Les joueurs équatoriens se classent troisième du mondial en battant l'Italie lors de la « petite finale ».
Le 11 septembre 2019, Alexander Alvarado honore sa première sélection avec l'équipe nationale d'Équateur, lors d'un match amical face à la Bolivie. Il entre en jeu à la place de Romario Ibarra ce jour-là et son équipe s'impose sur le score de trois buts à zéro.

## Palmarès
- Troisième de la Coupe du monde des moins de 20 ans en 2019 avec l'équipe d'Équateur des moins de 20 ans
- Vainqueur du championnat de la CONMEBOL des moins de 20 ans en 2019 avec l'équipe d'Équateur des moins de 20 ans